# クアドルプル・ダブル
クアトルプル・ダブル (Quadruple-Double) は、バスケットボールの用語。ある試合で1人の選手が、得点、リバウンド、アシスト、スティール、ブロックショットの5つの項目の中で4つ、2桁を記録すると、クアドルプル・ダブルを達成したことになる。

## NBA
NBAでは1973-74シーズンからスティールとブロックを記録し始めたため、それ以前のシーズンの達成者は公式には記録されていない。この記録は、4人が達成している。

### 達成者一覧
| * | 殿堂入り |

| Player                   | Date           | Team                     | MP | PTS | REB | AST | STL | BLK |       |
| ------------------------ | -------------- | ------------------------ | -- | --- | --- | --- | --- | --- | ----- |
| ネイト・サーモンド*      | 1974年10月18日 | シカゴ・ブルズ           | 45 | 22  | 14  | 13  | 1   | 12  | [ 1 ] |
| アルヴィン・ロバートソン | 1986年2月18日  | サンアントニオ・スパーズ | 36 | 20  | 11  | 10  | 10  | 0   | [ 2 ] |
| アキーム・オラジュワン*  | 1990年3月29日  | ヒューストン・ロケッツ   | 40 | 18  | 16  | 10  | 1   | 11  | [ 3 ] |
| デビッド・ロビンソン*    | 1994年2月17日  | サンアントニオ・スパーズ | 43 | 34  | 10  | 10  | 2   | 10  | [ 4 ] |

### その他
NBA史上、5つの項目全てで2桁を記録するクィントプル・ダブル (Quintuple-Double) を達成した選手はウィルト・チェンバレン(Wilt Chamberlain)とビル・ラッセル(Bill Russell)ではないかと言われている。
ラリー・バードはあとスティール1つでクアドルプル・ダブル達成だったことがあったが、その試合でボストン・セルティックスが大量リードしていたため第4クォーターには出場せず、記録がかかっていることを伝えられても達成にはこだわらなかったという。
1974年以前にはスティールとブロックショットは公式には記録されていなかったため、それ以前には実はもっと多くの達成者がいたことが予想されている。ウィルト・チェンバレンは元チームメイトの証言によると1試合で10ブロック以上だったことはよくあり、15ブロックした試合もあったという。さらにアシストも巧みで、得点王・リバウンド王・アシスト王全ての受賞経験を持つ史上唯一の選手である。他にもビル・ラッセルやオスカー・ロバートソンもクアドルプル・ダブルを達成していた可能性の高い選手である。